# Néstor el Cronista

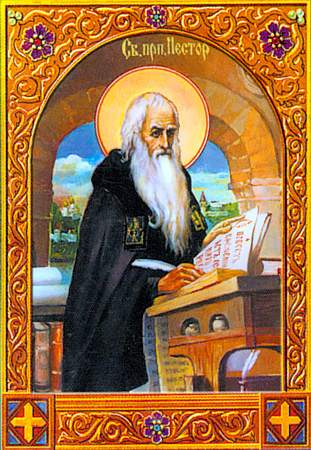
San Néstor el Cronista.

Néstor el Cronista (1056-1114) fue un monje del Monasterio de las Cuevas de Kiev, y se le atribuye una de las primeras Crónicas de los Eslavos del Este - Crónica de Néstor. Es además el autor de la "Vida de Teodosio" y las "Vidas de Borís y Gleb".
De su vida solo sabemos que se le encargó recuperar las reliquias de San Teodosio (misión en la que tuvo éxito). Se especula que además apoyaba al príncipe Sviatopolk II y su partido pro-escandinavo, mientras que no le gustaba la influencia griega en Kiev.
Su crónica comienza con el diluvio universal, y muestra que conocía bien a otros historiadores bizantinos, como Juan Malalas y Jorge el Monje. En su crónica se mezclan también muchas leyendas, y probablemente incluye fragmentos de antiguos poemas épicas que se han perdido. 
Si bien como testigo presencial solo puede escribir acerca de los reinados de Vsévolod I y Sviatopolk II (1078-1112), pudo utilizar los testimonios de otra gente - como Gyuryata Rógovich (Гюрята) de Nóvgorod y el noble Yan Vyshátich - para escribir de otras épocas y regiones. Muchos de los detalles etnológicos mencionados por Néstor son de gran importancia para los estudios actuales.
La opinión moderna es que la Crónica de Néstor es una mezcla de distintos autores, y que se le atribuye ya sea porque escribió la mayor parte o porque compiló los fragmentos

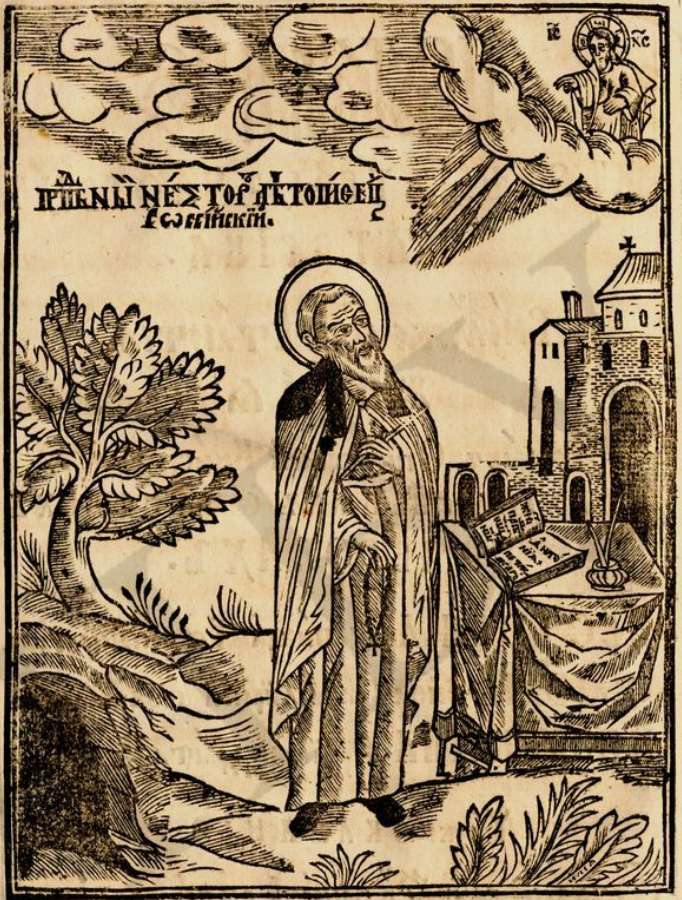
Néstor el Cronista, 1661